# Dictamnia biapiculata
Dictamnia biapiculata är en skalbaggsart som beskrevs av Aurivillius 1908. Dictamnia biapiculata ingår i släktet Dictamnia och familjen långhorningar. Inga underarter finns listade i Catalogue of Life.